# 32810 Steinbach
32810 Steinbach è un asteroide della fascia principale. Scoperto nel 1990, presenta un'orbita caratterizzata da un semiasse maggiore pari a 2,3441620 UA e da un'eccentricità di 0,1780343, inclinata di 1,82221° rispetto all'eclittica.